# وزارت بهداشت و درمان
وزارت بهداشت و درمان یا وزارت صحت یا وزارت سلامت (به انگلیسی: Health Department) یک وزارت خانه و بخشی از بدنه دولت است که مأموریت نظارت در حوزه بهداشت و درمان در کشور، از طریق نظارت و تعمیم خدمات آموزشی، پژوهشی، بهداشتی، درمانی و توانبخشی سلامت و نهادینه‌سازی آن در جامعه می‌باشد.
از وظایف آن می‌توان به «تأیید داروها»، «اجرای واکسیناسیون در سطح ملی»، «اجرای آزمایش‌های رایگان اچ‌آی‌وی و بیماری‌های آمیزشی» و سایر خدمات از این دست را نام برد.
در کشورهایی که تعداد وزارتخانه‌ها محدود است، این خدمات بر عهده سازمان‌های زیر نظر وزارت داخله است؛ برای مثال در کشور ایتالیا سیستم بهداشت و درمان، به‌جای وزارتخانه بر عهدهٔ تشکلی با نام سرویس خدمات بهداشت و درمان (به ایتالیایی: Servizio Sanitario Nazionale) قرار دارد.

## در ایران
- وزارت بهداشت، درمان و آموزش پزشکی